# Kevin Jackson
Kevin Jackson (Nueva York, Estados Unidos, 25 de noviembre de 1964) es un deportista estadounidense retirado especialista en lucha libre olímpica donde llegó a ser campeón olímpico en Barcelona 1992.

## Carrera deportiva
En los Juegos Olímpicos de 1992 celebrados en Barcelona ganó la medalla de oro en lucha libre olímpica de pesos de hasta 82 kg, por delante del luchador Elmadi Zhabrailov (plata) del Equipo Unificado, y el iraní Rasoul Khadem (bronce).